# 紫都台镇
紫都台乡，是中华人民共和国辽宁省阜新市阜新蒙古族自治县下辖的一个乡镇级行政单位。

## 行政区划
紫都台乡下辖以下地区：
紫都台村、保合堂村、八里村、毛德村、台喇嘛村、双井子村、南昌营子村和北昌营子村。